# テンポ・デ・アマール
『テンポ・デ・アマール』（ポルトガル語：Tempo de Amar）は、ブラジルのテレノベラである。